# Keflavíkurvöllur
Le Keflavíkurvöllur est un stade à multi-usages basé à Keflavík, en Islande.
Sa capacité est de 4 000 places.

## Histoire
Il est principalement utilisé pour les rencontres de football. Le stade porte actuellement le nom de Sparisjóðsvöllurinn, du nom du principal sponsor du club, Sparisjóðurinn í Keflavík (Keflavík Savings Bank).

C'est le club d'ÍBK Keflavík, qui y disputent leurs rencontres à domicile lors du championnat de football islandais.